# Radio Free Europe (пісня)
Radio Free Europe — пісня гурту R.E.M., випущена 1981 року. Вийшла в альбомі Murmur.
Ця пісня потрапила до списку 500 найкращих пісень усіх часів за версією журналу Rolling Stone.